# Wahlenbergia hederacea
Wahlenbergia hederacea är en klockväxtart som först beskrevs av Carl von Linné, och fick sitt nu gällande namn av Heinrich Gottlieb Ludwig Reichenbach. Wahlenbergia hederacea ingår i släktet Wahlenbergia och familjen klockväxter. Inga underarter finns listade i Catalogue of Life.

## Bildgalleri

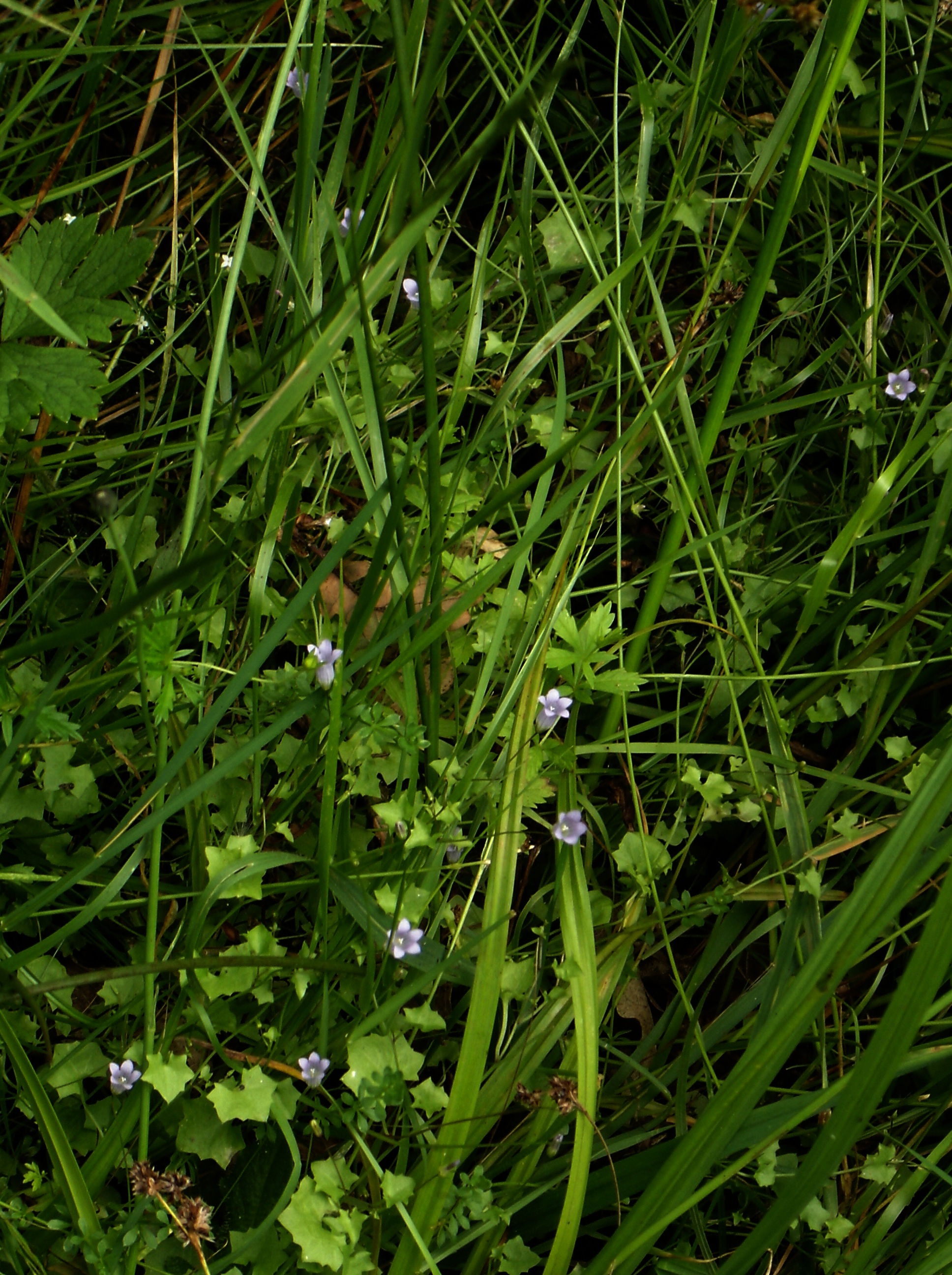
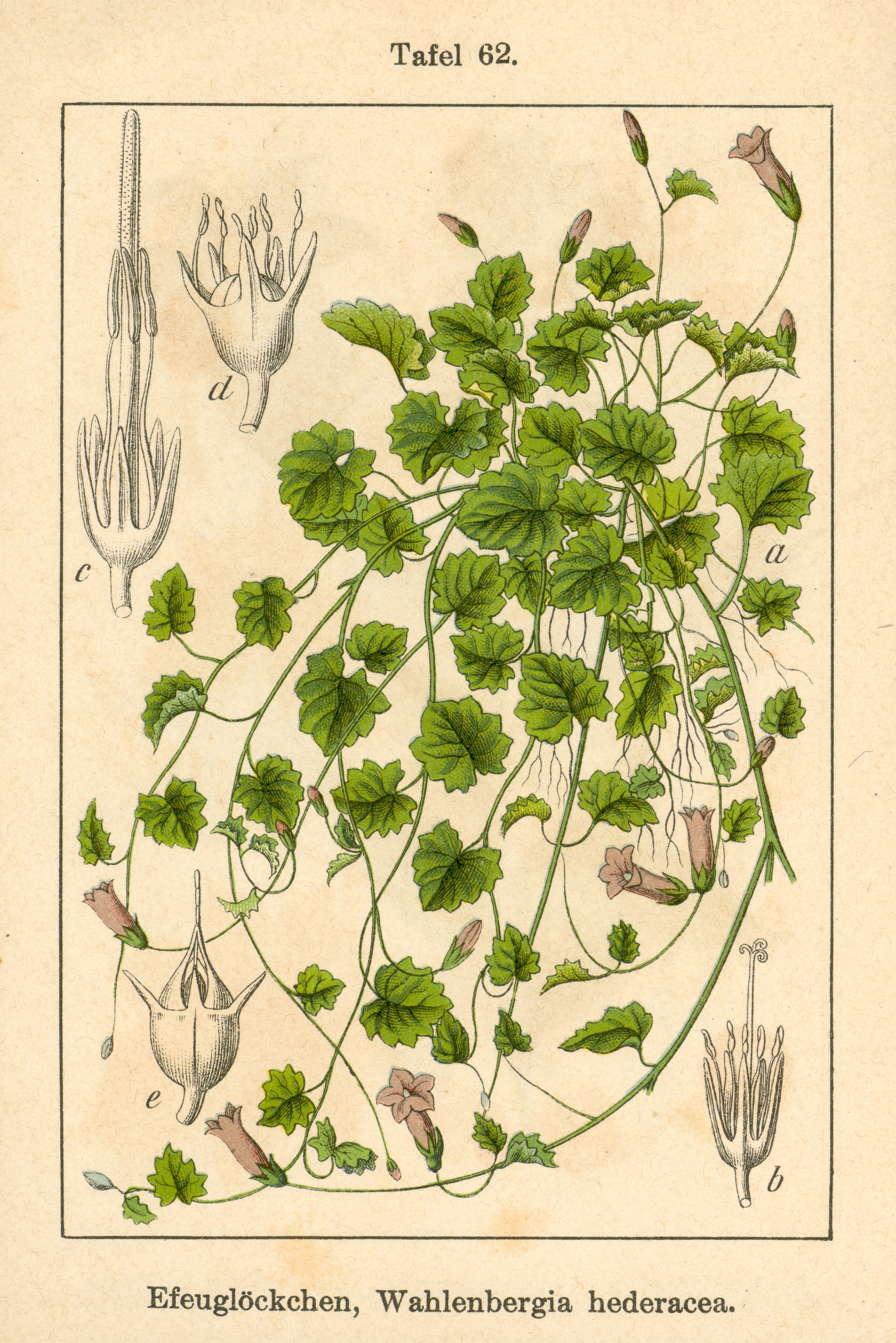